# Sorbus foliolosa
Sorbus foliolosa là loài thực vật có hoa trong họ Hoa hồng. Loài này được (Wall.) Spach miêu tả khoa học đầu tiên năm 1834.